# Vallisneria anhuiensis
Vallisneria anhuiensis är en dybladsväxtart som beskrevs av X.S.Shen. Vallisneria anhuiensis ingår i släktet Vallisneria och familjen dybladsväxter. Inga underarter finns listade.